# بتتشينو
بيتشينو أس بي أيه هي شركة إيطالية لتصنيع المعادن تعمل في مجال المعدات الكهربائية ذات الجهد المنخفض المستخدمة في السكن والتوظيف والإنتاج. تقترح شركة بتتشينو حلولاً لتوزيع الطاقة، للاتصالات ( الإنتركوم والاتصال الداخلي عبر الفيديو) والتحكم في الضوء والصوت والمناخ والأمن.

## أنظر أيضاً
- قائمة الشركات الإيطالية
- الهندسة الكهربائية
- الأجهزة الحالية المتبقية
- اوبن ويب نت

## روابط خارجية
- الموقع الرسمي لشركة بتشينو
- الصفحة الرئيسية للولايات المتحدة
- مجتمع ماي أوبن نسخة محفوظة 1 March 2009 على موقع واي باك مشين. </link>
- مجموعة ليجراند
- Domotics والإعاقة[وصلة مكسورة]</link> </link>

قالب:Home appliance brands
1. ↑  وصلة مرجع: https://professionisti.bticino.it/chi-siamo. الوصول: 4 سبتمبر 2024.